# Clavariadelphus truncatus
Clavaire tronquée
Espèce
Clavariadelphus truncatus, est une espèce de champignons basidiomycètes de la famille des Gomphaceae.
Elle est signalée en Europe de l'Espagne jusqu'à la Slovaquie ainsi qu'en Grèce et en Scandinavie. En Amérique du Nord elle est présente aux États-Unis dans les états du Colorado, du Montana et du Minnesota ainsi qu'au Canada en Colombie Britannique.

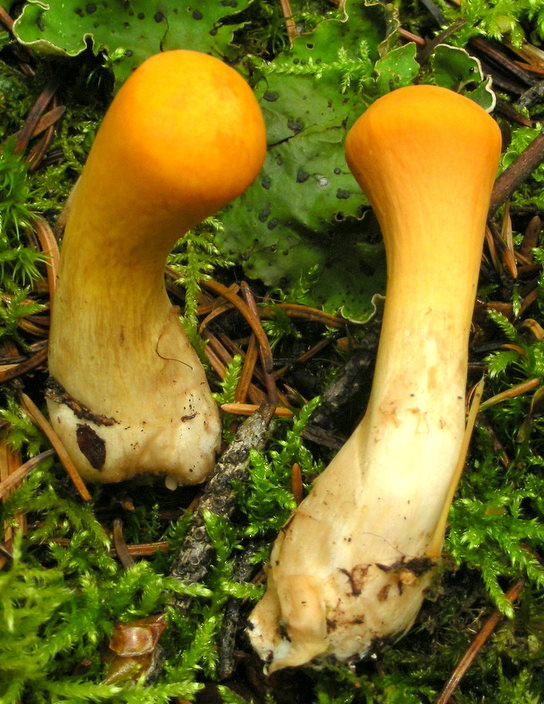
Clavariadelphus truncatus, var. lovejoyae Grand County, Colorado
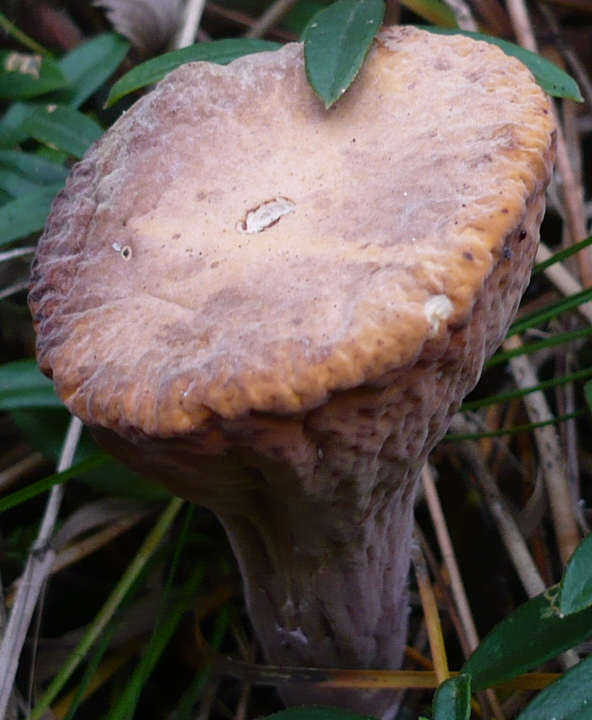
Clavariadelphus truncatus, exemplaire vieux, Basse Autriche